# Sopdet
Sopdet (egipčansko 
Spdt, kar pomeni trikotnik ali  oster, grško starogrško Σωθις, Sō̂this) je staroegipčansko ime zvezde Sirij in njegovega poosebljenja kot egipčanske boginje. Grki so jo poznali kot Sotis. Kot boginja je bila povezana z Izido, kot bog pa z Anubisom.

## Ime
Natančna izgovarjava njenega egipčanskega imena je negotova, ker so  se v egipčanščini do zelo poznega obdobja pisali samo soglasniki. V sodobni transkripciji se njeno ime običajno piše Sopdet.

## Zgodovina
V zgodnjem obdobju egipčanske civilizacije je malo pred vsakoletnimi poplavami Nila na vzhodnem  nebu po dolgem premoru ponovno vzšla svetla zvezda Sirij. Njen sončni vzhod se je očitno začel uporabljati kot začetek  sončnega koledarja, ki je v 3. tisočletju pr. n. št. večinoma nadomestil lunin koledar. Boginja Sopdet je kljub skrivnostni naravi egipčanskega koledarja, nerednega poplavljanja Nila iz leta v leto in počasnega obhoda Sirija znotraj sončnega leta še naprej ostala v središču kulturnih upodobitev leta in praznovanja  Wep Renpet  (Wp Rnpt), egipčanskega novega leta. Častili so jo tudi kot boginjo plodnosti, ki so jo prinesle poplave Nila.
Dolgo se je domnevalo,  da je na  slonokoščeni tablici iz Djerove vladavine (Prva dinastija) upodobljena kot krava, vendar te domneve večina sodobnih egiptologov ne podpira. V Starem kraljestvu je bila Sopdet  pomembna boginja letnih poplav Nila in boginja, ki je faraone po smrti vodila skozi egipčanski podzemni svet. V Srednjem kraljestvu je bila predvsem mati in medicinska sestra, v ptolemajskem obdobju pa je bila skoraj v celoti vključena v Izido.

## Miti
Sopdet  je bila žena boga Saha, posebljenja ozvezdja Orion, ki je v bližini Sirija. Njun otrok Venera je bil bog Sopdu,   gospodar vzhoda.  Sopdet je bila kot prinašalka novega leta in poplav Nila že v zelo zgodnjem obdobju združena z Ozirisom,  v ptolemajskem obdobju pa sta se Sah in Sopdet  skoraj povsem poistovetila z Ozirisom  in Izido.

## Upodabljanje
Boginjo so upodabljali kot žensko s petkrako zvezdo na glavi. Pogosto je bila pokrita z rogato belo krono Gornjega Egipta (hedžet), tako kot Satet. V ptolemajskem in rimskem obdobju so jo  zaradi Sirijevega imena Alpha Canis Majoris (α-Velikega psa) včasih upodabljali kot velikega psa ali žensko, ki jezdi na damskem sedlu.
Od Srednjega kraljestva so jo včasih upodabljali kot boginja, ki skupaj z boginjo Hator  podpira boginjo Nut (nabo ali nabesni svod). V grško-rimskem Egiptu se je moški Sopdet združil z bogom Anubisom s pasjo glavo.